# Pulaski Skyway

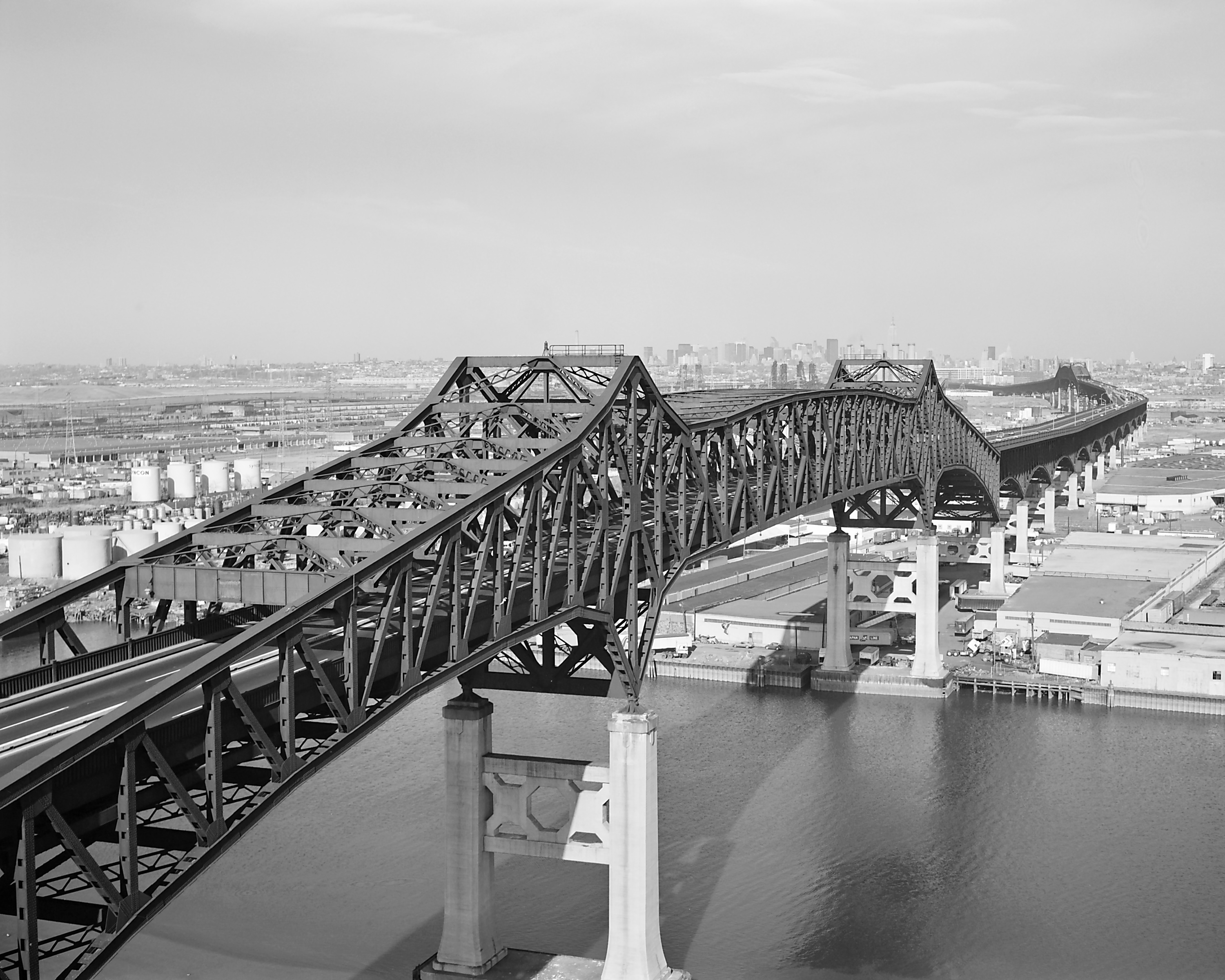
Pulasky Skyway situado en Nueva Jersey, EE. UU.

El Pulaski Skyway es un puente-calzada  de cuatro caminos en la parte nororiental del estado de EE. UU. de New Jersey, llevando una autopista designada Ruta de EE. UU. 1/9 (EE. UU. 1/9) para la mayoría de su longitud. La estructura de hito tiene una longitud total de 5.636 km. Es puente más largo abarca 168 m. Viajando entre Newark y Jersey City, el roadway cruza el Passaic y Hackensack ríos y Kearny Punto, la península entre ellos.
Diseñado por Sigvald Johannesson, el Pulaski Skyway abrió en 1932 como la última parte de la Ruta 1 Extensión, uno del primeras carreteras de acceso controlado o "super-carreteras" en los Estados Unidos, para proporcionar una conexión al Túnel de Holanda. Fue uno de varios proyectos importantes construido durante el reinado de Hudson Condado jefe político Frank Hague, su construcción era una fuente política y disputas de trabajo. El viaducto está listado en los registros estatales y federales de sitios históricos.
Congestión de tráfico imprevisible y su diseño funcionalmente obsoleto hace el Skyway es una de las carreteras menos fidedignas en los Estados Unidos. A partir de 2014 [actualización], los puentes manejan aproximadamente 74,000 cruces por día, ninguno por camiones, los cuales han sido barredos de la carretera desde  1934. Los puentes han sido poco alterados. En 2007, el Departamento de New Jersey de Transporte (NJDOT) empezó un programa de rehabilitación, el cual estima costará más de $1 mil millones. Para facilitar el trabajo, se dio el cierre hacia el este (northbound EE. UU. 1/9) de caminos para tráfico el 12 de abril de 2014, y espera reabrirlos en 2016.

## Descripción
Las fuentes difieren en la longitud y los puntos terminales de la vía aérea, [6] que fue construida como parte de la extensión de la Ruta 1 de 21 km de largo.[7] [8] El Inventario del Puente Nacional identifica la sección del condado de Hudson como 4,543.5 m de largo y la sección del condado de Essex como 1,094.8 m. [2] En un estudio histórico de carreteras y puentes para el NJDOT, se describió como 4.900 m de largo. NJDOT ha indicado que la longitud total de las estructuras del puente es de 5,6 km e identificó la sección del condado de Hudson con 4,500 m de largo. Otras fuentes, junto con el Registro Nacional de Lugares Históricos, The New York Times, y The Star-Ledger, lo describen como de 5,6 km de largo.